# Sky Express (Россия)
Sky Express (Скай Экспресс) — ранее существовавшая российская авиакомпания, первая низкобюджетная авиакомпания в стране, основанная в 2006 году. Базировалась в московском аэропорту Внуково. По числу перевезённых пассажиров в 2009 году занимала 10 место в стране (по данным самой компании) (1,11 млн пассажиров) и 13 место по данным Федерального агентства воздушного транспорта (1,02 млн пассажиров). Прекратила деятельность осенью 2011 года, сертификат авиаперевозчика был аннулирован Росавиацией 31 октября 2011 года. 11.09.2012 г. Арбитражный суд Краснодарского края признал авиакомпанию несостоятельной (банкротом). Полное название: Закрытое акционерное общество «Небесный экспресс»; краткое — ЗАО «Скай экспресс».

## История

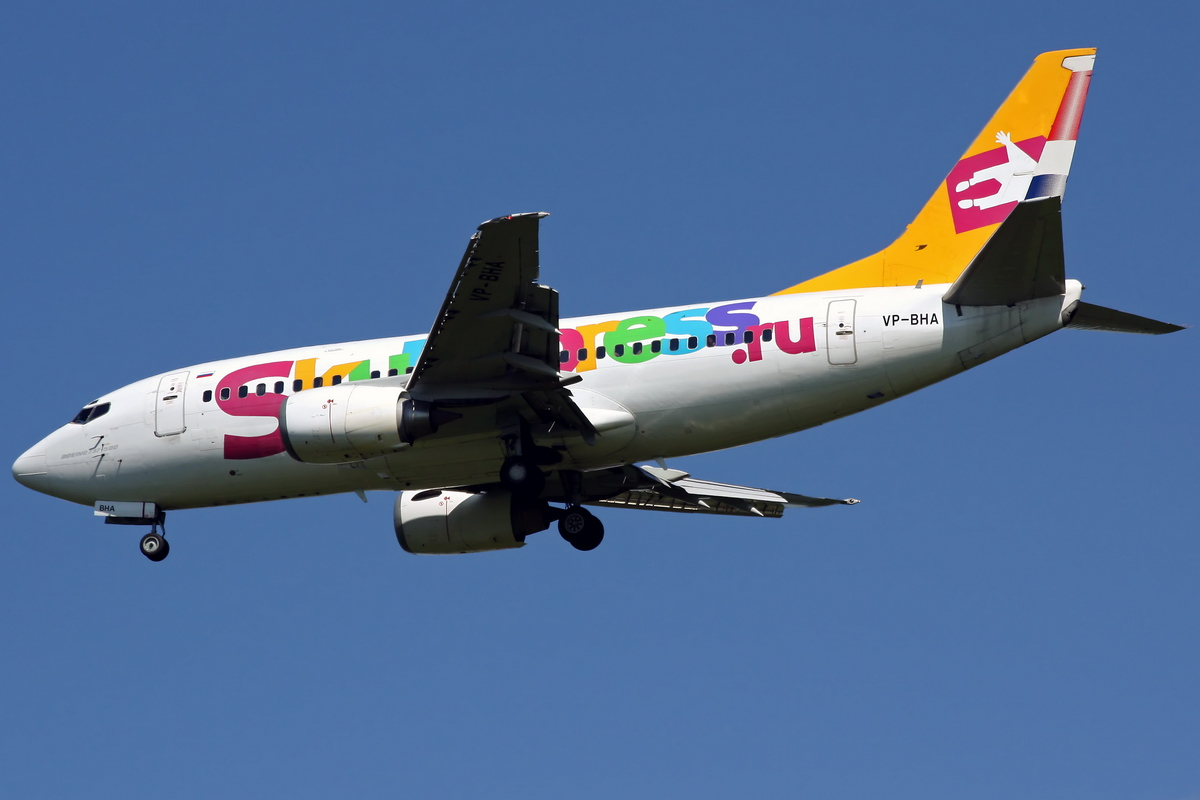
Боинг-737-500 Sky Express перед посадкой в московском аэропорту Внуково

Авиакомпания Sky Express была основана в марте 2006 года генеральным директором «Красноярских Авиалиний» Борисом Абрамовичем, став первым в России низкобюджетным авиаперевозчиком. Кроме Бориса Абрамовича, в первоначальном составе акционеров Sky Express были ЕБРР, фонд Altima Capital, финансовая группа Sloane Robinson и ряд частных российских и иностранных акционеров.
Основные этапы создания и начала деятельности Sky Express:
- 27 октября 2006 г. состоялся первый тестовый полет Boeing 737 под флагом Sky Express
- 12 ноября 2006 г. — доставлен в Россию первый самолёт
- 04 декабря 2006 г. авиакомпания получила сертификат эксплуатанта для выполнения внутренних и международных коммерческих воздушных перевозок
- 16 января 2007 года авиакомпания получила лицензию на выполнение регулярных и чартерных полетов
- 19 января 2007 г. — открыты продажи билетов на сайте Sky Express
- 29 января 2007 года выполнен первый рейс по маршруту Москва — Сочи.

После начала экономического кризиса в конце 2008 г. и банкротства альянса AiRUnion, изменился состав акционеров Sky Express. На конец февраля 2009 года 75 % акций авиакомпании принадлежало структурам предпринимателя Виталия Ванцева (в лице компании ЗАО «Торговый дом АНК»), совладельца московского аэропорта «Внуково».

В настоящее время структура акционерного капитала Sky Express изменилась, но компания официально не раскрывает состав акционеров. С конца 2008 года компания закрыла два нерентабельных регулярных направления и снизила частоту рейсов по некоторым другим в пользу организации чартерных рейсов по международным туристическим направлениям.
07 декабря 2008 года Sky Express получил сертификат соответствия стандартам эксплуатационной безопасности Международной ассоциации воздушного транспорта, став восьмым российским авиаперевозчиком, включенным в регистр IOSA.

### Прекращение деятельности
По итогам 9 месяцев 2011 года авиакомпания увеличила пассажирские перевозки на 10,5 % по сравнению с аналогичным периодом 2010 года — до 942,3 тысяч человек. Тем не менее, 31 октября 2011 года Росавиация аннулировала сертификат авиаперевозчика с формулировкой «из-за ухудшения производственных показателей и финансово-экономического состояния деятельности эксплуатанта».
Ранее сообщалось, что владельцы Sky Express и авиакомпании «Кубань» (владельцем обеих являлся холдинг «Базовый элемент» Олега Дерипаски) приняли решение об объединении двух авиакомпаний на базе второй из них. В конце октября 2011 года Sky Express и «Кубань» начали объединять маршрутные сети, и с 29 октября планировали сократить до 60 % регулярных рейсов, рассчитывая сохранить лишь маршруты из Москвы в Краснодар, Челябинск, Владикавказ и Ростов-на-Дону, а из Краснодара — в Сочи, Тель-Авив, Дубай, Ереван, Стамбул. «Кубань» с 26 октября стала выполнять чартерные рейсы Sky Express, с 30 октября — регулярные. Самолёты Sky Express были переведены в парк «Кубани», туда же перешла на работу существенная часть персонала дискаунтера.
Параллельно, как ожидалось, объединённая компания должна была приступить к изменению структуры парка («Кубань» должна отказаться от 11 самолётов Як-42). Торговую марку Sky Express, как и систему дистрибуции через сайт компании, в «Базовом элементе», контролирующем обоих перевозчиков, были намерены сохранить.
Однако 10 декабря 2012 г. авиакомпания «Кубань» также прекратила существование.

## Деятельность

### Бизнес-модель
Sky Express была первой российской низкобюджетной авиакомпанией. В отличие от «Авиановы» и украинской «дочки» Wizz Air, бизнес-модель Sky Express не была скопирована с европейских лоукостеров, а разрабатывалась самостоятельно. Ввиду неподготовленности российского рынка к традиционным агрессивным моделям низкобюджетных авиаперевозок, Sky Express сочетала в себе характерные черты как лоукостеров, так и традиционных авиакомпаний.
К элементам низкобюджетной модели относились:
- Однотипный флот из самолётов Boeing 737, что позволяет минимизировать затраты на техобслуживание и подготовку пилотов и бортпроводников;
- Одноклассная компоновка салона (экономкласс);
- Однотипная маршрутная сеть (протяженность от 700 км (Санкт-Петербург) до 1800 км (Тюмень)), в которой отсутствуют региональные и дальнемагистральные линии;
- Интенсивное использование флота (налет на 1 воздушное судно составляет около 8 часов в день);
- Отсутствие трансферных (стыковочных) рейсов;
- Высокая занятость пассажирских кресел (76 % в январе-мае 2010 г.);
- Построение перевозки a la carte («по меню»): доля дополнительных услуг (питание на борту, страховка, дополнительный багаж, бронирование гостиниц и аренда автомобилей на сайте компании и т. д.) в выручке составляет 10 %[11];
- Доминирование прямых каналов продаж: доля онлайн-продаж билетов на сайте авиакомпании составляет 65 %[12].

В бизнес-модель Sky Express входили элементы, не присущие низкобюджетным перевозчикам:
- Бесплатный регистрируемый багаж (до 15 кг на 1 пассажира, включая ручную кладь), в то время как большинство низкобюджетных перевозчиков включают в билет бесплатно только ручную кладь до 10 кг;
- Отсутствие сбора за оплату банковской картой при покупке билета на сайте авиакомпании (у «Авиановы» сбор составлял 200 руб. за транзакцию, у Wizz Air на Украине — 58 гривен (ок. 230 руб.) за транзакцию), предоставление клиентам возможности оплатить билеты в салонах связи или электронными деньгами;
- Высокий возраст флота (в среднем, 19 лет по состоянию на июль 2010 г.[13]), что не позволяет достичь максимальной эффективности по затратам на топливо и техобслуживание;
- Использование основных аэропортов в пунктах назначения (в России, как правило, отсутствуют второстепенные аэропорты).

Для Sky Express был характерен высокий уровень проникновения онлайн-сервисов, таких, как покупка билетов на сайте авиакомпании, онлайн-регистрация на рейсы, выбор места в салоне самолёта, заказ питания на борту и т. д.

### Тарифная политика
В начале операционной деятельности авиакомпания проводила масштабные распродажи билетов по 500 руб. в одну сторону. По минимальному (специальному) тарифу продавалась часть мест на рейс (до 30 %), стоимость остальных была значительно выше. В то же время Sky Express декларировала, что самые дорогие билеты были бы чуть дороже цены поездки на поезде, но дешевле, чем у остальных авиакомпаний на этих же направлениях.
С 1 января 2008 г. был введен топливный сбор в 500 руб., с 1 июня 2008 года топливный сбор для новых билетов был повышен до 1000 руб. По состоянию на ноябрь 2010 года величина топливного сбора колебалась от 1200 руб. на рейсах в Санкт-Петербург и Калининград до 1500 руб. на наиболее продолжительных рейсах в Тюмень, Екатеринбург, Уфу и Челябинск.
Впоследствии появилась возможность заплатить за любой билет в любом направлении фиксированную сумму «картой оплаты полета», стоимость которой составляла в разные периоды от 2500 до 5000 руб.

### Маршрутная сеть
| Город           | Начало полетов      | Окончание полетов  | Максимальное число рейсов на маршруте | Частота в зимнем расписании 2010/2011 гг. |
| --------------- | ------------------- | ------------------ | ------------------------------------- | ----------------------------------------- |
| Сочи            | 29 января 2007 г.   | 17 октября 2011 г. | 6 раз в день                          | 17 рейсов в нед.                          |
| Ростов-на-Дону  | 9 февраля 2007 г.   |                    | 3 раза в день                         | 13 рейсов в нед.                          |
| Тюмень          | 12 апреля 2007 г.   |                    | 2 раза в день                         | 7 рейсов в нед.                           |
| Санкт-Петербург | 9 мая 2007 г.       |                    | 4 раза в день                         | 21 рейс в нед.                            |
| Казань          | 5 декабря 2007 г.   | 19 октября 2008 г. | 2 раза в день                         | -                                         |
| Пермь           | 20 января 2008 г.   |                    | 2 раза в день                         | 6 рейсов в нед.                           |
| Самара          | 26 мая 2008 г.      | 11 января 2009 г.  | 3 раза в день                         | -                                         |
| Челябинск       | 02 июня 2008 г.     |                    | 2 раза в день                         | 10 рейсов в нед.                          |
| Краснодар       | 11 сентября 2009 г. |                    | 2 раза в день                         | 14 раз в нед.                             |
| Анапа           | 30 октября 2010 г.  |                    | 3 раз в нед.                          | 3 рейса в нед.                            |
| Уфа             | 1 ноября 2010 г.    | 1 сентября 2011    | 2 раза в день                         | 3 раз в нед                               |
| Владикавказ     | 17 января 2011 г.   |                    | 1 раз в день                          | 7 рейсов в нед.                           |
| Оренбург        | 30 апреля 2011 г.   |                    | 2 раза в неделю                       | 2 раза в нед.                             |

В маршрутную сеть Sky Express входили города с гарантированно высоким пассажиропотоком: крупнейшие города страны (Санкт-Петербург, Екатеринбург, Челябинск, Ростов-на-Дону, Уфа, Пермь), удаленные от Москвы центры с традиционно высоким платежеспособным спросом на авиаперевозки (Калининград, Тюмень, Мурманск, Краснодар, Владикавказ) и города-курорты Сочи и Анапа.

### Показатели деятельности
|         | Число пассажиров, тыс. чел. | Пассажирооборот, млн. пкм | Занятость пассажирских кресел | Объём выручки                        |
| ------- | --------------------------- | ------------------------- | ----------------------------- | ------------------------------------ |
| 2007 г. | 679                         | 876                       | н/д                           | н/д                                  |
| 2008 г. | 1 041                       | 1 332                     | 62,2 %                        | 3,11 млрд руб. (114 млн долл. США)   |
| 2009 г. | 1 109                       | 1 458                     | 71,3 %                        | 3,31 млрд руб. (112,1 млн долл. США) |
| 2010 г. | 1144,3                      | 1702,4                    | 75,7 %                        | н/д                                  |

Важнейшим фактором роста производственных показателей в 2009 году стал выход Sky Express на международный чартерный рынок, прежде всего в Турцию (Стамбул), Грецию (Ираклион), Кипр, Испанию (Ивиса), Египет (всего около 30 направлений). По данным Транспортной клиринговой палаты, в 2009 году число пассажиров авиакомпании на международных воздушных линиях выросло в 7,5 раз — с 18,9 до 205,3 тыс. человек. Занятость пассажирских кресел на МВЛ в 2009 году составила 83,2 %.
По данным журнала Airline Business (май 2010), Sky Express по итогам 2009 года занимала 56 место в мире среди низкобюджетных авиакомпаний по числу перевезенных пассажиров.

## Флот
По состоянию на 1 июля 2010 года флот Sky Express состоял из 8 самолётов типа Боинг 737 в одноклассной компоновке экономкласса:
- Боинг 737-300 (148 мест)
- Боинг 737-500 (132 места)

Также с мая-июня 2011 года авиакомпания планировала выполнять рейсы на Airbus A-319 в сверхплотной компоновке на 156 мест. Лайнеры 2004 года выпуска ранее эксплуатировались в британской лоу-кост авиакомпании EasyJet.
| №  | Рег. номер | Модель        | Серийный номер | Первый полет | История | Фото |
| -- | ---------- | ------------- | -------------- | ------------ | ------- | ---- |
| 1  | VP-BFB     | Боинг 737-5Y0 | 26067/2304     | 12.05.1992   | +       | +    |
| 2  | VP-BFN     | Боинг 737-53A | 24922/1964     | 04.12.1990   | +       | +    |
| 3  | VP-BFJ     | Боинг 737-5L9 | 24859/1919     | 06.09.1990   | +       | +    |
| 4  | VP-BFK     | Боинг 737-5L9 | 24928/1961     | 19.11.1990   | +       | +    |
| 5  | VP-BOU     | Боинг 737-341 | 25049/2091     | 09.07.1991   | +       | +    |
| 6  | VP-BOT     | Боинг 737-341 | 25048/2085     | 28.06.1991   | +       | +    |
| 7  | VP-BHA     | Боинг 737-529 | 26538/2298     | 20.05.1992   | +       | +    |
| 8  | VQ-BLY     | Airbus A-319  |                | 20-04-2004   | +       |      |
| 9  | VQ-BMN     | Airbus A-319  |                | 03-06-2004   | +       |      |
| 10 | VQ-BMO     | Airbus A-319  |                | 06-04-2004   | +       |      |
| 11 | VP-BBN     | Боинг 737-300 | 23527/1285     | 19.09.1986   |         |      |

Средний возраст флота — менее 20 лет.

## Критика
Авиакомпания неоднократно подвергалась критике за частые задержки своих рейсов. Согласно рейтингу журнала Forbes, составленному на основе данных Федерального агентства воздушного транспорта, Sky Express за январь-апрель 2010 года занимала первое место по задержкам регулярных и чартерных рейсов свыше 2 часов по вине авиакомпаний. Так, по данным на 17 июня 2010 года от действий авиакомпании пострадало 13 572 пассажира. В июле 2010 года почти половина рейсов компании отправилась с задержками, а Росавиация пригрозила отозвать сертификат эксплуатанта. В сентябре и октябре 2010 года регулярность полетов Sky Express существенно улучшилась, достигнув 96-97 % по методике, используемой Росавиацией (не свыше 2 часов по вылету), но к июлю 2011 года компания опять вышла в лидеры среди «опаздывающих» авиаперевозчиков, задержав в этом месяце 17 % своих рейсов.